# 32 bits

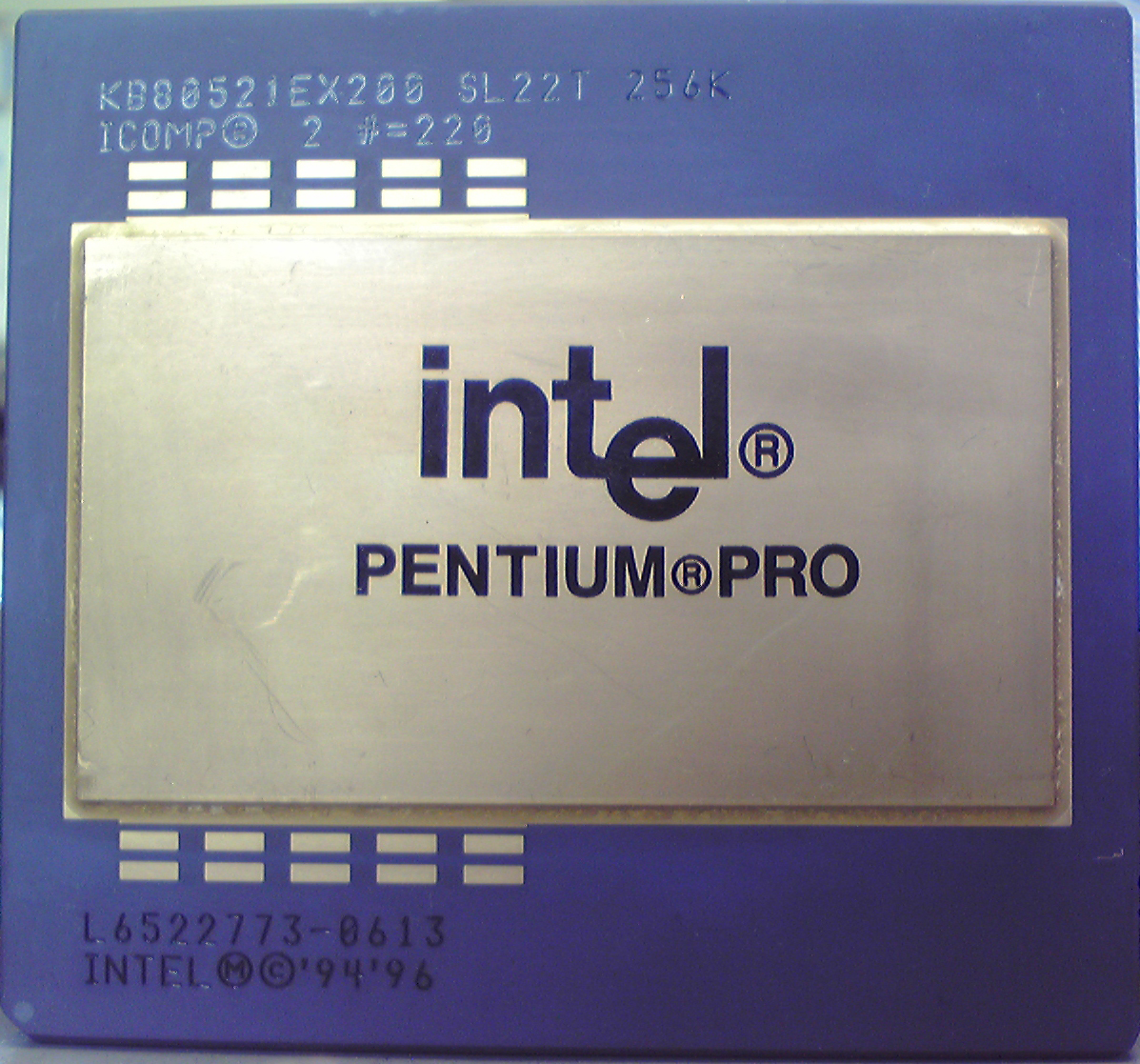
El Pentium Pro: un microprocessador de 32 bits.

En l'arquitectura informàtica, sencers de 32 bits, adreces de memòria, o altres unitats de dades són les que són com a màxim 32 bits (4 octets) d'ample. També, les arquitectures de CPU i ALU de 32 bits són les que es basen en registres, busos d'adreces, o busos de dades d'aquella mida. 32 bits és també un terme donat a una generació d'ordinadors en la qual els processadors de 32 bits eren la norma.
La gamma de valors sencers que es poden emmagatzemar en 32 bits és 0 al 4.294.967.295 o −2.147.483.648 al 2.147.483.647 utilitzant la codificació de complement a dos. Per això, un processador amb adreces de memòria de 32 bits pot accedir directament a 4 GB de memòria adreçable.
Els busos d'adreces externes i busos de dades són sovint més amples que 32 bits però aquests dos s'emmagatzemen i es manipulen internament en el processador com quantitats de 32 bits. Per exemple, el processador Pentium Pro és una UCP de 32 bits, però el bus d'adreces extern és 36 bits d'ample i el bus de dades extern és 64 bits d'ample.
Processadors de 32 bits prominents inclouen l'IBM System/360, el DEC VAX, l'arquitectura ARM i la sèrie Intel 80386. El Motorola 68000 és de vegades descrit com a microprocessador de 32 bits perquè els seus registres eren 32 bits d'ample, però té només una ALU de 16 bits.
En fotografies/imatges digitals, 32 bits es pot referir a imatges de color veritable de 24 bits amb un canal alfa de 8 bits.
Un format de fitxer de 32 bits és un format d'arxiu binari per al qual cada informació elemental es defineix en 32 bits (o 4 bytes). Un exemple de tal format és l'Enhanced Metafile Format.